# Анжамбеман
Анжамбема́н, или анжамбма́н (фр. enjambement, от фр. enjamber «перешагивать», «перепрыгивать»), также просто перенос в стихосложении — один из эффектов расхождения между синтаксическим и ритмическим строением стихотворного текста: несовпадение границы стихотворных строк с границей между синтагмами.

## Лингвистическая природа анжамбемана
В традиционной поэтике различаются три вида анжамбемана: rejet — «сброс» (конец предложения захватывает начало следующего стиха), contre-rejet «наброс» (начало предложения захватывает конец предыдущего стиха) и double-rejet — «двойной бросок» (фраза начинается посреди стиха и кончается посреди следующего):
 На берегу пустынных волн

 Стоял он, дум великих полн,

 И вдаль глядел [сброс]. Пред ним широко

 Река неслася [двойной бросок]; бедный чёлн [наброс]

 По ней стремился одиноко…
Медный всадник (Пушкин)
Первоначально исследователи анжамбемана (в частности, В. М. Жирмунский) вслед за традиционной поэтикой исходили из того, что зримым показателем переноса в конце строки является пунктуационно выраженная граница фраз или колонов в середине строки.
Этот подход был пересмотрен М. Л. Гаспаровым под влиянием идей Б. И. Ярхо об иерархической силе синтаксических связей — от наиболее слабых (между предложениями) до наиболее сильных (между существительным и его определением). Гаспаров предложил (первоначально — для изучения «лесенки» у Владимира Маяковского) опираться при рассмотрении стиховых переносов именно на силу разрыва синтаксической связи, доработав для нужд такого анализа классификацию синтаксических связей Ярхо. Эту классификацию существенно развил и расширил М. И. Шапир, установив 23 градации грамматической связности: чем сильнее связь, тем больше оснований говорить об анжамбемане, если разрыв между стихотворными строками оказывается на этом месте. Впрочем, С. А. Матяш предлагает принимать в расчёт не только силу этой связи саму по себе, но и её соотношение с силой предшествующей связи, полагая, что анжамбеман не возникает, если «вертикальные связи оказываются сильнее горизонтальных» — в частности, на фоне более сильной связи последнего в строке слова с предыдущим, нежели со словесным материалом последующего стиха.

## История явления
Анжамбеман использовался в поэзии со времён античности. Так, пиндаровская лирика (и подражающая ей горациевская) в большой мере построена на строфических анжамбеманах, в отличие от лирики Нового времени, отличающейся строфической замкнутостью. Избегание анжамбеманов свойственно классицизму, культивирование — романтизму и некоторым поэтическим школам XX в.

## Поэтика анжамбемана
Единичные анжамбеманы служат средством интонационного выделения отсечённых стихоразделом отрезков фразы. Многочисленные анжамбеманы создают прозаизированную интонацию, почти нивелирующую стихотворный ритм, что является значительным выразительным средством (например, в драматическом стихе).
Особые функции исполняет внутрисловный перенос, при котором граница между стихами разрезает слово:
 Шпили, колонны, резьба, лепнина

 арок, мостов и дворцов; взгляни на-

 верх: увидишь улыбку льва…

 (Иосиф Бродский)
Исторически при использовании внутрисловного переноса преобладали либо юмористическая семантика, либо античные коннотации, однако в новейшей поэзии, как показал Д. В. Кузьмин, набор локальных художественных задач, решаемых внутрисловным переносом, заметно возрос. Так, считается, что внутрисловный перенос ускоряет движение взгляда читателя к следующей строке, создаёт «эффект буксира» (англ. tugging effect); по наблюдению В. П. Москвина, данный эффект способна усилить цепочка таких переносов, например:
Здесь выходила та лис- →

тва, || тут колыхала то во- →

да, || что относила навсег- →

да, || чего не свидим ты да

я, что не вернет для нас зем- →

ля, || о чем горюю только

я и, может, ты, || но мне те- →

бя в живых не встретить ни- →

когда, || где выходила та лис- →

тва, || где колыхала то во- →

да, || что затонуло – бух! – || в ме- →

ня – || колодец, || чья пьяна во- →

да для отворившего ус- →

та, || но не доставшего до|

дна, || поскольку там живет лу- →

на и вглубь выходит та лис- →

тва, || и где колышет то во- →

да, || чем заманила нас зем- →

ля. || На-на, ля-ля-ля-ля, || ба- →

бах.

 (А. Радашкевич. Pastiche)
Как известно, стиховой перенос — примета литературного стиха, в народной поэзии он не востребован. Причина кроется, видимо, в том, что пауза в народной поэзии, ориентированной на устное исполнение и восприятие, является de facto единственным средством стихомаркировки, что если не исключает, то ограничивает: а) внутристиховое паузирование; б) стиховой перенос.